# Alan II Barbitorte

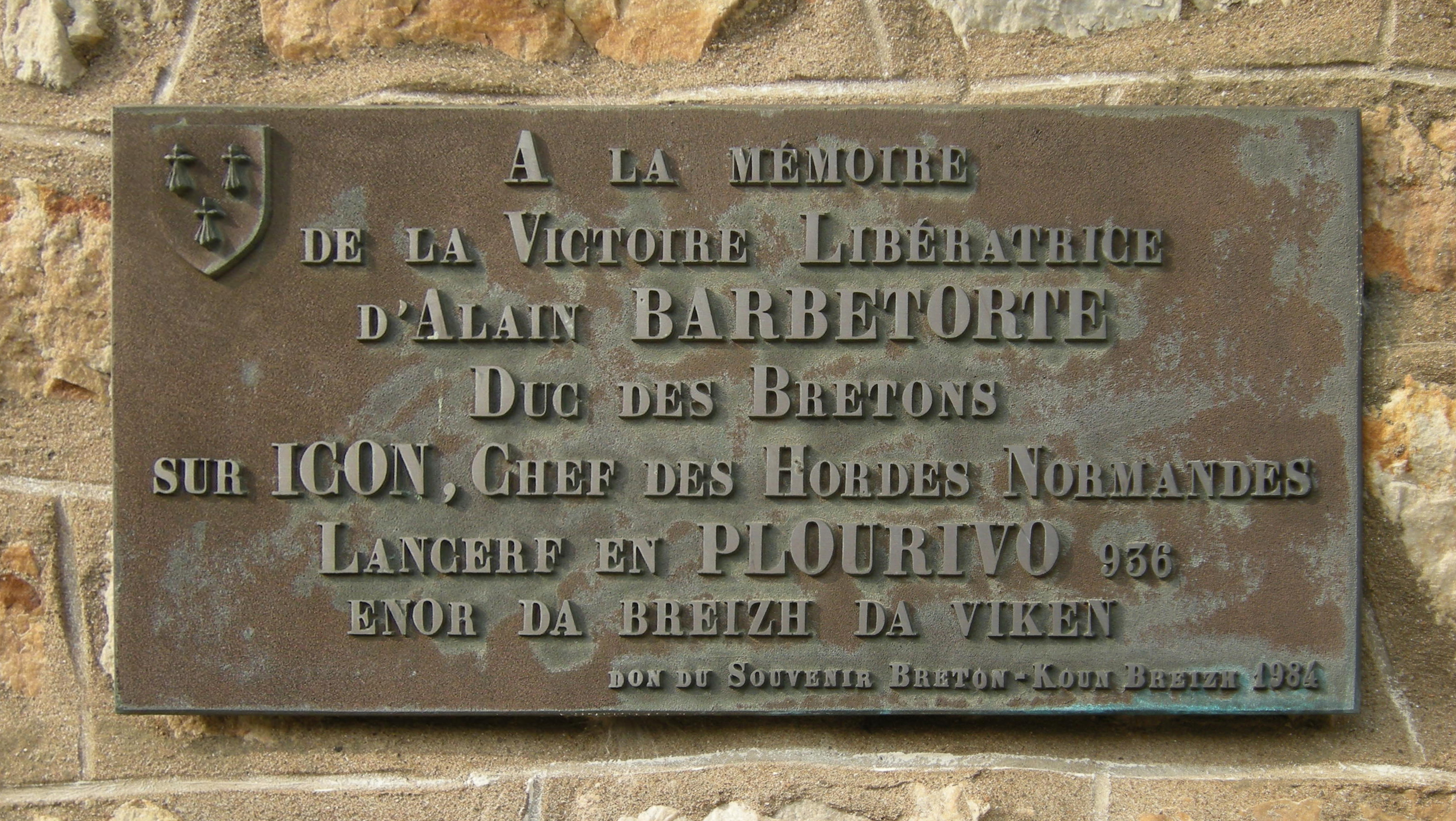
Plaque commemorant la batalla del Trieux, a la façana de l'ajuntament de Plourivo entre Alan Barbitorte i Incon

Alan II de Bretanya o Alan Barbitorte o Barbatorta - en francès Barbetorte, en bretó Varbek o Barvek - o també «la Guineu» - en francès le Renard, en bretó al Louarn - (910 - Nantes, 952) fou comte de Poher i duc de Bretanya (936 a 952).

## Família
Alan era fill del comte Mathuedoï de Poher i net per part materna d'Alan I el Gran.
- El 925 Alan Barbitorte es va casar amb Roscil·la d'Anjou (nascuda cap a 906, morta cap a 948, filla de Folc I el Roig comte d'Anjou i de Roscil·la de Sacseges, senyora -dama- de Villandry).
  - Certes genealogies els atribueix una filla, Gerberga, encara que cap document contemporani no l'esmenti. Sempre segons aquestes genealogies, Gerberga s'hauria casat amb Juhel Bérenger, comte de Rennes i seria la mare de Conan comte de Rennes mort el 29 de juny 992 a la batalla de Conquereuil.

- El 948 Alain Barbitorte es va casar a Blois amb Roscil·la de Blois (germana de Teobald I de Blois i filla de Gel·ló I, vecomte de Blois i de Riquilda de Gòtia).
  - Van tenir un fill: Dreux o Drogó de Nantes, (nascut el 950, futur comte de Nantes, mort el 958).

- Alain Barbetorte té igualment una concubina: la noble Judit (morta entre 948 i 952).
  - D'aquesta relació extramatrimonial, tindran tres fills il·legítims: Hoel futur comte de Nantes, nascut cap a 930 i el duc Guerech de Bretanya, nascut cap a 933, i una filla, Judit, casada amb Pons de Marsella.[1] Els dos fills il·legítims seran prou grans per subscriure un diploma amb el seu pare cap al 945. Germans bastards del jove Drogó, és aquest darrer qui esdevindrà comte de Nantes.

## Biografia
Alan i el seu pare, el comte Mathuedoï de Poher es van exiliar a la cort del rei Athelstan d'Anglaterra al començament del segle x. El 936 va desembarcar a Dol (Bretanya), al Camp de Péran a petició de l'abat Joan de Landévennec. Amb l'ajuda d'una tropa de bretons exiliats i d'anglesos, va combatre els normands el 937 i els va agafar la regió del Loira i la majoria de les ciutats bretones. Va esdevenir «Brittonum dux » el 938.
L'alliberament es va acabar l'1 d'agost de 939 per la victòria de Trans o Transoù (després d'altres victòries a Plourivo al Bro Léon i a Naoned) sobre els normands, amb l'ajuda del comte de Rennes Juhel Berenguer i del comte del Maine Hug I. Aquesta data esdevindrà la festa nacional dels bretons.
Va renunciar al Cotentin, a l'Avranchin i a l'oest de Mayenne. Quant al comtat de Nantes, havia estat sota l'obediència angevina de Folc I el Roig que en reivindicava la possessió el 909 fins al 919 amb l'ocupació vikinga (però el títol de comte de Nantes sempre fou reivindicat oficialment per Folc d'Anjou fins al 938). A través de matrimonis i aliances, els comtes d'Anjou, i després la dinastia Plantagenet, mantindran la seva sobirania feudal sobre el comtat nantès, fins al 1203.
Alain Barbetorte es va aliar a Lluís IV de França, que havia conegut durant el seu exili a Anglaterra, així com amb Teobald I de Blois "el Trampós", comte de Blois, de Tours i de Chartres.
El 942 va concretar una estreta aliança amb Guillem Cap d'Estopa, duc d'Aquitània, que li va permetre obtenir al sud del Loira els pagi de Mauges, Tiffauges i Herbauges.
El 944, segons la Crònica de Flodoard, va lliurar a una guerra fratricida contra Juhel Bérenger comte de Rennes que els escandinaus aprofitaren per saquejar de nou Bretanya.
La reconciliació davant el perill comú es va produir molt ràpidament, ja que en una donació a favor de l'Abadia de Landévennec (cap a 945- 950) es veu el comte Iudhael signar just després d'Alan dux Britonum envoltat d'Iuthouen l'arquebisbe de Dol, dels bisbes Hesdren de Nantes, Blendivet de Vannes i Salvator d'Aleth, d'un Houuel comes de Vuerec (sens dubte els seus fills il·legítims) i finalment dels vicecomes Iestin, avantpassat dels senyors de Retz i Diles (de Cornualla).
La seva unió amb una germana del comte de Blois mostra que Alan Barbitorte desitjava reafirmar el seu paper en la política del regne de França Occidental. La seva mort prematura posa tanmateix un terme als seus projectes i a la seva obra de restauració de la potència bretona. Alain Barbetorte fou enterrat en la col·legial la Notre-Dame a Nantes, ciutat que havia escollit per a la seva capital i de la qual havia fomentat la reconstrucció després de les destruccions causades pels normands.